# Степанов, Андрей Иванович
Андре́й Ива́нович Степа́нов (13 февраля 1930, Калуга — 17 июня 2018) — советский и российский дипломат. Чрезвычайный и полномочный посол (24 июля 1990). Доктор исторических наук, профессор. Лауреат Государственной премии СССР (1980).

## Биография
Окончил Московский государственный университет им. М. В. Ломоносова (1953). 
- В 1956—1960 годах — вице-консул консульства СССР в Ростоке (ГДР), второй секретарь Посольства СССР в ГДР.
- В 1960—1962 годах — сотрудник 3-го Европейского отдела МИД СССР.
- В 1962—1978 годах — на научно-преподавательской работе в Высшей дипломатической школе (с 1974 — Дипломатической академии) МИД СССР.
- В 1978 году в Дипломатической академии МИД СССР защитил диссертацию на соискание учёной степени доктора исторических наук по теме «Отношения между ФРГ и КНР и европейская безопасность (1949—1975 гг.)»[2].
- В 1978—1982 годах — советник Посольства СССР в Австрии.
- В 1987—1990 годах — первый заместитель начальника Главного управления кадров и учебных заведений МИД СССР.
- В 1990—1992 годах — ректор Московского государственного института международных отношений (МГИМО).
- С 21 сентября 1992 по 21 октября 1999 года — чрезвычайный и полномочный посол Российской Федерации в Швейцарии[3][4].
- С 28 февраля 1995 года по 21 октября 1999 года — чрезвычайный и полномочный посол Российской Федерации в Лихтенштейне по совместительству[5][4].

После выхода в отставку в 1999 году — профессор Дипломатической академии МИД России.
Был женат, имел двоих дочерей.

## Основные работы
- ФРГ и Китай: к истории отношений. 1949—1974. М., 1974 (изд. на польск. яз 1977, на нем. яз. 1978);
- СССР и совещание по безопасности и сотрудничеству в Европе // Вопросы истории. 1976. № 2;
- Европе — безопасность и сотрудничество (к 10-летию общеевропейского Совещания). М.: Знание, 1985 (Новое в жизни, науке, технике. Сер. международная. Вып. 6);
- Russia and Switzerland: 50 years ojf diplomatic ralations // International Affairs. 1996;
- Незнакомый Лихтенштейн глазами первого российского посла М., 2002;
  - Unknown Liechtenstein. Through the Eyes of the First Russian Ambassador. М., 2002;
- The Russians and the Swiss. Notes of a Diplomat. М., 2006;
- The Bern Diaries of the Russian Ambassador. 1992—1999. М., 2011.